# Сейбъл (остров)
Остров Сейбъл (на френски: île de Sable, буквално „пясъчен остров“; на английски: Sable Island) е малък канадски остров в Атлантически океан, намиращ се на около 300 km югоизточно от Халифакс, Нова Скотия. Известен е с ролята си в ранната история на Канада и конете си. Островът е защитен национален парк и резерват, управляван от държавната агенция за националните паркове на Канада, както и орнитологично важно място.  Административно е част от район 7 на регионалната община Халифакс.

## История

### Ранна история
През 1520 – 1521 г. експедиция на португалския изследовател Жуау Фагундиш изследва региона и се натъква на острова. Вероятно той нарича острова на себе си – „Фагунда“. Остров с това име е отбелязан на по-късни португалски карти, югоизточно от нос Бретон, приблизително на сегашното място на Сейбъл, но не се знае със сигурност дали това е същият остров. Островът е обитаван спорадично от ловци на тюлени, корабокрушенци и събирачи на останки от корабокрушения.

### Корабокрушения
Остров Сейбъл е известен с големия си брой останки от кораби. Счита се, че около 350 кораба са станали жертва на пясъчните коси около него. Гъстите мъгли, коварните течения и местоположението на острова в средата на натоварен трансантлантически корабен маршрут, както и богатите риболовни зони са причина за многобройните корабокрушения. Първият регистриран случай е английският кораб „Делайт“ от Нюфаунлендската експедиция на сър Хъмфри Гилбърт. През 1700 г. е имало най-малко три корабокрушения. През 1736 г. известен презвитериански проповедник, Робърт Дънлап (1715 – 1776), претърпява корабокрушение на острова на път за Америка. Десетилетия по-късно през ноември 1760 г. майор Робърт Елиът от 43-ти пехотен полк на британската армия претърпява корабокрушение на Сейбъл. Спасен е през януари 1761 г. На път за остров Принц Едуард под командването на майор Тимъти Хиърлихи, лейтенант Антъни Кенеди и 25 мъже претърпяват корабокрушение на острова през ноември 1778 г. Екипажът е блокиран на острова през цялата зима. Двама загиват, а останалите са спасени и транспортирани до Халифакс през април същата година. Вероятно изграждането на фарове във всеки край на острова през 1873 г. е допринесло за намаляването на корабокрушенията.
Последното голямо корабокрушение е на парахода „Манхасет“ през 1947 г. Всички от екипажа са спасени, което е последната голяма операция на спасителната станция на острова. След „Перфектната буря от 1991 г.“ аварийният радиомаяк EPIRB на риболовния кораб „Андреа Гейл“ е открит на острова на 6 ноември, девет дни след последното радиосъобщение от екипажа. Намерени са също варели с гориво, резервоар за гориво, празен спасителен сал и други отломки. Никой от екипажа не е намерен. До 1999 г. няма други корабокрушения, когато трима души оцеляват след като яхтата им „Меримак“ засяда поради навигационна грешка. Само малка част от корабните останки около острова са видими, тъй като обикновено биват смачкани и затрупани от пясъка.

### Спасителна станция
Поредица от спасителни станции са създадени на Сейбъл от губернатора на Нова Скотия, Джон Уенуърт през 1801 г. Това поставя началото на непрекъснато човешко присъствие на острова, което продължава и днес.
Островът става собственост на федералното правителство по времето на Канадската Конфедерация през 1867 г., като островът е специално споменат в приложение към Конституционния акт от 1867 г. Федералното правителство изгражда два морски фара, които многократно са заменяни през годините. Източният е цилиндрична ферма от 1980, заменила по-ранните от 1873, 1888, 1917 и 1951 г. Западният е пирамидална ферма, построена през 1979, заменяйки по-ранните от 1873, 1903 и 1935 г. До появата на модерната корабна навигация остров Сейбъл е дом за семействата на спасителните екипи и пазачите на фаровете. В началото на XX век компанията „Маркони“ изгражда радиостанция на острова, а канадското правителство изгражда метеорологична станция.
Подобренията в навигацията водят до драматичен спад на корабокрушенията до средата на XX век. Поради това спасителната станция е редуцирана и в крайна сметка затворена през 1958 г. Канадската брегова охрана CCG автоматизира през 1960 г. западния фар и впоследствие го извежда от експлоатация през 2004 г., оставяйки активен само източния. Канадското правителство разширява събирането на метеорологични данни, първоначално започнато от спасителната станция в пълноценна метеорологична станция, управлявана от министерството на околната среда и климата и министерството на риболова и океаните. Станцията провежда рутинни атмосферни и метеорологични изследвания с постоянен персонал до 20 август 2019 г.
Площадката за хеликоптери на Сейбъл съдържа аварийно авиационно гориво, което позволява на спасителни хеликоптери да навлизат по-навътре в океана.

### Национален парк
На 11 октомври 2011 правителството на Нова Скотия сключва споразумение с федералното правителство да обяви острова за защитен национален парк. Преди това, през 2010 г. управлението на острова е прехвърлено от канадската брегова охрана към агенцията на националните паркове.
Остров Сейбъл става национален парков резерват на 20 юни 2013 г. с одобрението на заинтересованите микмаки. Пълният статут на национален парк все още не е постигнат, в очакване на уреждане на искове за местна земя. Паркът е дом на стотици растителни и животински видове, включително уникалната порода коне на остров Сейбъл.

## География
Остров Сейбъл е тясна пясъчна ивица с формата на полумесец. Площта му е около 34 km². Дължината му е приблизително 42 km. Широк е само 1,3 km в най-широката си част. Продълговатият остров се издига съвсем леко от плитчините на континенталния шелф. Често е наричан Гробището на Атлантическия океан. Смята се, че се образувал от челна морена, отложена на континенталния шелф в края на последната ледникова епоха. Сейбъл се придвижва постоянно на изток, като вълните ерозират западния бряг и наслагват пясък на източния. Островът непрекъснато променя формата си под въздействието на силните ветрове и жестоки океански бури характерни за региона.
На острова има няколко сладководни езера. В миналото в средата на южния плаж е съществувало соленото езеро Уолъс, което през Втората световна война е използвано за излитане и кацане от хидроплани. През годините езерото се запълва от пясък, като в края на 2011 г. изчезва напълно.
Островът е част от регионалната община Халифакс, федералния избирателен район на Халифакс и провинциалния избирателен район на Цитаделата на Халифакс, въпреки че същинският градски район на Халифакс е на около 300 km на континенталната част на Нова Скотия.

## Климат
Климатът на Сейбъл е океански по (Cfb по Кьопен) с изотерма -3 °C и климат силно повлиян от океана. Зимните температури са близки до нулата. През лятото максималните дневни температури са 20 °C. Средният годишен температурен диапазон е само 18,6 °C поради влиянието на океана в сравнение с 24,3 °C в Халифакс и 38,9 °C в Уинипег.
Годишните валежи са средно 1372 mm, като са сравнително равномерно разпределени през годината. Тъй като се намира на пътя на големи фронтални бури и тропически циклони през цялата година, по-голямата част от валежите идват от тези бури. Гръмотевичните бури са редки, само с 11 дни с гръмотевични бури годишно. В района често има гъсти мъгли поради контрастиращите ефекти на студеното Лабрадорско течение и топлото Гълфстрийм: средно има 127 дни в годината, в които има поне 1 час мъгла. Това прави остров Сейбъл най-мъгливото място в Приморските провинции. Най-мъгливият сезон е лятото, когато през юли има средно 22 дни с мъгла.
През зимата Сейбъл е най-топлото място в Канада, изключение на тихоокеанското крайбрежие. Лятото обаче е сред най-хладните в Южна Канада. Освен това е най-застрашената от урагани част на Канада, също поради течението Гълфстрийм. Най-високата регистрирана температура е 27,8 °C (82 °F) на 27 август 1951 г., докато най-ниската регистрирана температура е била −19,4 °C (−2,9 °F) на 31 януари 1920 г.
| Остров сейбъл, 1981−2010 нормални, екстремни 1897− | Остров сейбъл, 1981−2010 нормални, екстремни 1897− | Остров сейбъл, 1981−2010 нормални, екстремни 1897− | Остров сейбъл, 1981−2010 нормални, екстремни 1897− | Остров сейбъл, 1981−2010 нормални, екстремни 1897− | Остров сейбъл, 1981−2010 нормални, екстремни 1897− | Остров сейбъл, 1981−2010 нормални, екстремни 1897− | Остров сейбъл, 1981−2010 нормални, екстремни 1897− | Остров сейбъл, 1981−2010 нормални, екстремни 1897− | Остров сейбъл, 1981−2010 нормални, екстремни 1897− | Остров сейбъл, 1981−2010 нормални, екстремни 1897− | Остров сейбъл, 1981−2010 нормални, екстремни 1897− | Остров сейбъл, 1981−2010 нормални, екстремни 1897− | Остров сейбъл, 1981−2010 нормални, екстремни 1897− |
| Месеци                                             | яну.                                               | фев.                                               | март                                               | апр.                                               | май                                                | юни                                                | юли                                                | авг.                                               | сеп.                                               | окт.                                               | ное.                                               | дек.                                               | Годишно                                            |
| Абсолютни максимални температури (°C)              | 14,5                                               | 12,8                                               | 13,7                                               | 13,9                                               | 17,8                                               | 21,7                                               | 26,7                                               | 27,8                                               | 27,0                                               | 22,8                                               | 18,9                                               | 15,6                                               | 27,8                                               |
| Средни максимални температури (°C)                 | 3,0                                                | 1,8                                                | 3,3                                                | 6,5                                                | 10,2                                               | 14,2                                               | 18,5                                               | 20,7                                               | 18,6                                               | 14,3                                               | 9,9                                                | 5,5                                                | 10,6                                               |
| Средни температури (°C)                            | −0,1                                               | −1,2                                               | 0,7                                                | 4,0                                                | 7,5                                                | 11,4                                               | 15,8                                               | 17,9                                               | 15,8                                               | 11,7                                               | 7,3                                                | 2,5                                                | 7,8                                                |
| Средни минимални температури (°C)                  | −3,1                                               | −4,2                                               | −2                                                 | 1,5                                                | 4,8                                                | 8,6                                                | 13,0                                               | 15,1                                               | 13,0                                               | 9,1                                                | 4,6                                                | −0,5                                               | 5,0                                                |
| Абсолютни минимални температури (°C)               | −19,4                                              | −18,3                                              | −13,6                                              | −8,9                                               | −8,3                                               | 0,6                                                | 3,0                                                | 4,4                                                | 0,6                                                | −1,2                                               | −7,8                                               | −16,7                                              | −19,4                                              |
| Средни месечни валежи (mm)                         | 144,7                                              | 112,5                                              | 130,4                                              | 114,8                                              | 101,3                                              | 115,9                                              | 100,8                                              | 121,6                                              | 129,5                                              | 144,9                                              | 150,7                                              | 144,5                                              | 1511,6                                             |
| -------------------------------------------------- | -------------------------------------------------- | -------------------------------------------------- | -------------------------------------------------- | -------------------------------------------------- | -------------------------------------------------- | -------------------------------------------------- | -------------------------------------------------- | -------------------------------------------------- | -------------------------------------------------- | -------------------------------------------------- | -------------------------------------------------- | -------------------------------------------------- | -------------------------------------------------- |
| Източник: Environment Canada                       |                                                    |                                                    |                                                    |                                                    |                                                    |                                                    |                                                    |                                                    |                                                    |                                                    |                                                    |                                                    |                                                    |

### Промяна на климата
Като голяма, ниско разположена пясъчна ивица, остров Сейбъл е уязвим от покачване на морското равнище. Това допълнително се влошава от продължаващото увеличаване на честотата и интензивността на бурите, причинени от изменението на климата, което допълнително ускорява ерозията на острова. Тези фактори сочат към изчезването на остров Сейбъл до края на XXI век.

## Флора и фауна
Остров Сейбъл е покрит с нискорастяща растителност. През 1901 г. федералното правителство засажда над 80 000 дървета, в опит да стабилизира почвата, но всички те загиват. От последвалите опити за засаждане на дървета оцелява един бял бор, засаден през 60те години на XX век.
Според преброяване от 2016 г. на острова живеят около 550 подивели коне, защитени със закон от човешка намеса. Тази популация от подивели коне вероятно произлиза от коне, конфискувани от акадианци по време на депортацията им и изоставени на острова от бостънския търговец Томас Ханкок(1703 – 1764). В началото на XIX век конете са използвани от персонала на спасителната станция за патрулиране в търсене на бедстващи кораби, а също и за теглене на спасителните лодки и оборудване от корабокруширалите кораби.
Сейбъл е място за размножаване на обикновен и дългомуцунест тюлен. На острова има няколко големи местни колонии от птици включително Полярна рибарка. В миналото е имало и популация от моржове, но ловът им е довел до изчезването ѝ.